# Prince des Vaux
Prince des Vaux (né le 5 avril 2003) est un cheval hongre alezan du stud-book Selle français, qui a concouru au niveau international en saut d'obstacles avec les cavaliers Dieter Köfler et Gerco Schröder. C'est un fils de Flipper d'Elle.

## Histoire

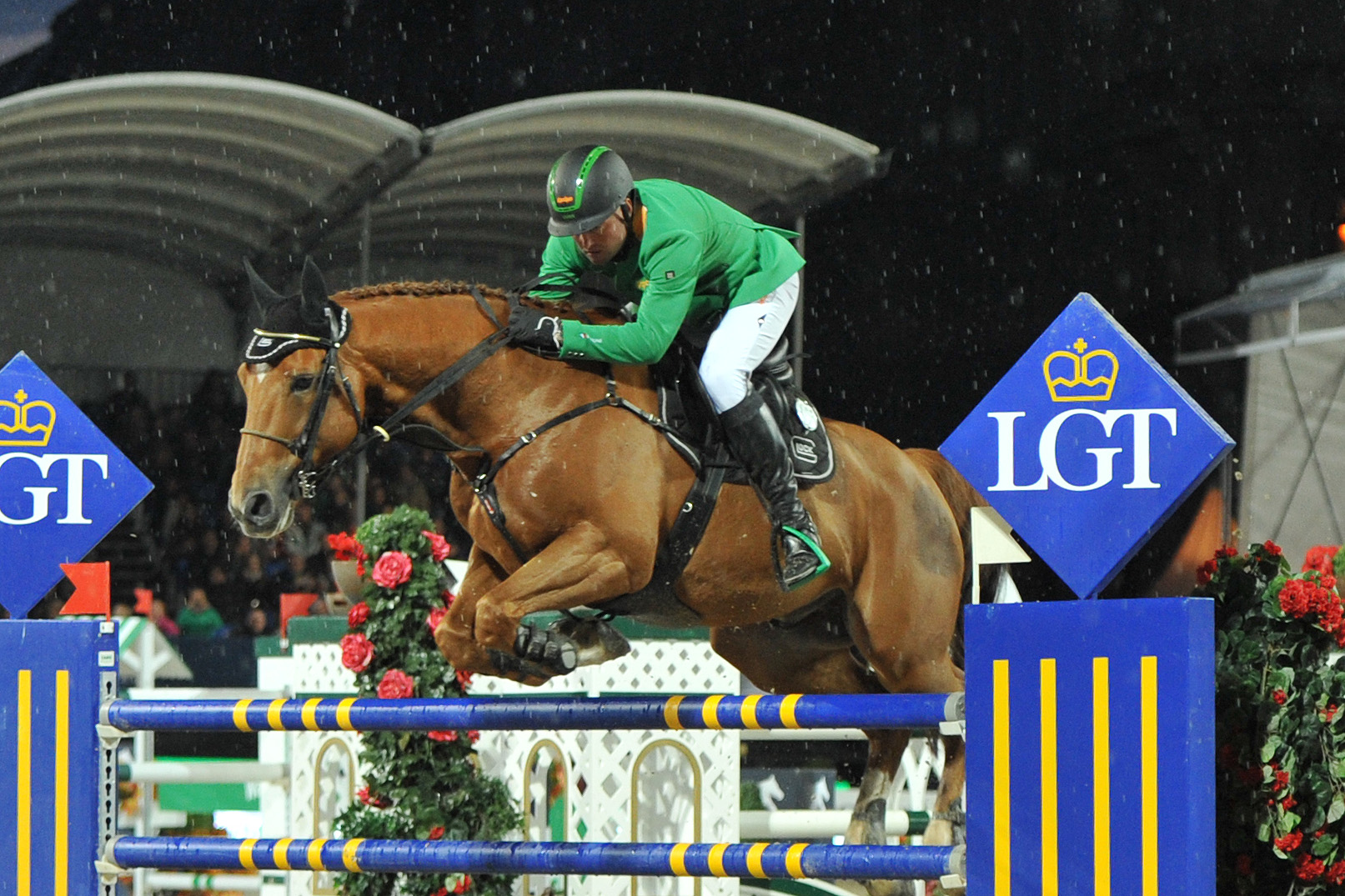
Prince des Vaux monté par Dieter Köfler sur l'étape Global Champions Tour de Vienne, en septembre 2013.

Prince des Vaux naît le 5 avril 2003 à l'élevage de George et Marie-Thérèse Lepetit, à La Biauderie sur la commune de Portbail, dans la Manche (Normandie, France),. 
Il se distingue à l'âge de 7 ans, monté par les cavaliers autrichiens Sonnberger et Dieter Köfler.
Il est récupéré par les écuries de Gaston Glock, ce qui entraîne une modification de son nom en Glock's Prince de Vaux. Il se classe 3e du CSI3* Glock's perfection Tour en janvier 2015, puis également 3e du speed challenge de Hong Kong un mois plus tard.

## Description
Prince de Vaux est un hongre de robe alezan, inscrit au stud-book du Selle français. 

## Palmarès
Il atteint un indice de saut d'obstacles (ISO) de 171 en 2013.

## Origines
Prince des Vaux est un fils de l'étalon Selle français Flipper d'Elle, et de la jument Canaille des Vaux, par Super de Bourrière. Il compte 51 % d'ancêtres Pur-sang.